# Poekilocerus
A Poekilocerus a rovarok (Insecta) osztályának egyenesszárnyúak (Orthoptera) rendjébe, ezen belül a Pyrgomorphidae családjába tartozó nem.
A Poekilocerini nemzetség egyetlen neme.

## Tudnivalók
A Poekilocerus sáskanem előfordulási területe Afrikától Indián és Kínán keresztül, egészen Pápua Új-Guineáig tart.

## Rendszerezés
A nembe az alábbi 5 faj tartozik (meglehet, hogy a lista hiányos):
- Poekilocerus arabicus Uvarov, 1922
- Poekilocerus bufonius Klug, 1832
- Poekilocerus calotropidis Karsch, 1888
- Poekilocerus geniplanus Gupta & Chandra, 2016
- Poekilocerus pictus (Fabricius, 1775) - típusfaj

## Fordítás
- Ez a szócikk részben vagy egészben  a   Poekilocerus című angol Wikipédia-szócikk ezen változatának fordításán alapul.  Az eredeti cikk szerkesztőit annak laptörténete sorolja fel. Ez a jelzés csupán a megfogalmazás eredetét és a szerzői jogokat jelzi, nem szolgál a cikkben szereplő információk forrásmegjelöléseként.